# Blood Oranges
The Blood Oranges is een voormalige Amerikaanse alternatieve-countryband die eind jaren 1980 werd opgericht.

## Geschiedenis
De oprichters waren Jim Ryan, Bob Kendall, die vervolgens werd vervangen door Liz Wood (later Liz Crawley), Andy Churchill, die later werd vervangen door Mark Spencer en Ron Ward. Cheri Knight nam de basgitaar over in 1990, nadat Crawley naar Wisconsin was verhuisd. Tussen 1990 en 1994 brachten ze twee volledige albums uit (Corn River, The Crying Tree) en één ep (Lone Green Valley). Trouser Press beschreef ze als een van de beste en minst voorspelbare roots-rockcombo's van Amerika. De band stopte in 1994. In 1995 verliet Mark Spencer de band om te toeren met Lisa Loeb. Jim Ryan en Cheri Knight zijn doorgegaan naar andere muzikale projecten en de band werd herenigd om het nummer Gathering Flowers for the Master's Bouquet op te nemen voor de soundtrack van de film The Slaughter Rule uit 2003.

## Bezetting
Leden
- Jim Ryan (akoestische en elektrische mandoline, gitaar, zang)
- Mark Spencer (drums)
- Cheri Knight (basgitaar)
- Ron Ward (drums)

Voormalige leden
- Bob Kendall (basgitaar)
- Liz Wood (basgitaar, zang)
- Andy Churchill (gitaar)

## Discografie

### Albums
- 1991: Corn River (East Side Digital Records)
- 1994: The Crying Tree (East Side Digital Records)

### Ep's
- 1992: Lone Green Valley (East Side Digital Records)

### Te horen op
- 2002: Various Artists - soundtrack van de film The Slaughter Rule (Bloodshot Records) - nummer 8, Gathering Flowers for the Master's Bouquet